# Xi’an MA60
Die Xi’an MA60 (chinesisch 新舟60, Pinyin Xīnzhōu 60, englisch Modern Ark – „moderne Arche“) ist ein Turboprop-Verkehrsflugzeug des chinesischen Herstellers Xi’an Aircraft Industrial Corporation für 50 bis 60 Passagiere. Die MA60 ist eine gestreckte Version der Xi’an Y7-200A.

## Geschichte
Die Xi’an Y7-200A und somit auch die MA60 ist eine Weiterentwicklung des sowjetischen Transportflugzeugs Antonow An-26, das seit 1983 in Lizenz gefertigt worden war. Das für Regional- und Zubringerdienste konzipierte Flugzeug ist als Schulterdecker ausgelegt und wird von zwei Turbopropmotoren Pratt & Whitney Canada PW127J (PW127G in der Cargoversion) angetrieben, die ihre Leistung an Vierblattpropeller von Hamilton Sundstrand abgeben.
Der Erstflug erfolgte am 12. März 2000, die Auslieferung begann im August 2000. Der komplette Verkauf wird in China über eine Leasinggesellschaft abgewickelt, die zunächst 60 Maschinen in Auftrag gab. Erstkunde war die Sichuan Airways, die fünf Maschinen bestellte und für weitere fünf eine Option erteilte. Der Stückpreis lag 2002 bei etwa 11 Millionen US-Dollar. Mit Air Zimbabwe konnte 2004 der erste Auslandskunde gewonnen werden. Bis Mitte 2008 waren 52 Maschinen produziert worden. Möglicherweise waren im Jahr 2009 nur zwei Flugzeuge in China im Einsatz. 11 Maschinen waren zu jenem Zeitpunkt wegen Problemen stillgelegt. Es wurden aber auch Flugzeuge des Typs als Geschenk der chinesischen Regierung verteilt und Folgeaufträge oder politische Zugeständnisse erhofft.
Im Dezember 2015 sprach das Management der Camair-co in Kamerun, deren Firma Personal zwecks Ausbildung in China hatte, davon, dass das Flugzeug weltweit 38 verschiedene Betreiber habe. Etwas später berichtete das Wall Street Journal, dass offiziell 57 Flugzeuge exportiert worden seien. Nach den Recherchen des Journals stünden aber deren 26 nicht im Einsatz und weitere sechs Stück seien unreparierbar beschädigt. Der für chinesische Exporte zuständige staatliche Rüstungs- und Flugzeugkonzern AVIC hatte in einer Pressemitteilung geschrieben, dass die Lieferung von zwei Flugzeugen nach Kamerun (am 7. April 2015) „seit Jahren die erste Lieferung von gleich zwei Flugzeugen an einen Kunden außerhalb Chinas“ gewesen sei.
Am 29. Juni 2008 hatte eine verbesserte Version der MA60, die MA600, ihren Rollout. Sie verfügt über eine neue Kabinengestaltung, neue Avionik und ETOPS-Fähigkeit. Bis 2014 wurden fünf Flugzeuge gebaut, darunter vermutlich ein Frachter MA600F. Der Nachfolger der MA600 wiederum war im 2007 mit der Entwicklung der 70-sitzigen MA700 bekanntgegeben worden, deren Cockpitbereich und Rumpfkonstruktion von der MA-600 übernommen wurde. Im 2009 ging man von einem Erstflug im 2013 oder 2014 aus, nach Informationen aus dem Jahr 2019 sollte der Erstflug im Jahr 2019 erfolgen. Von 2015 bis Februar 2019 war unverändert von 185 Bestellungen die Rede.

## Nutzer
Aufgeführt sind die Nutzer aller MA60.
| Land                | Fluggesellschaft |
| ------------------- | --- |
| Afghanistan         | East Horizon Airlines |
| Burundi             | Air Burundi bekam 2012 ein Flugzeug, das bis Januar 2017 noch kein Lufttüchtigkeitszeugnis erhalten hatte. |
| Bolivien            | Streitkräfte Boliviens – Die zwei Flugzeuge (FAB96, FAB97) wurden zwischenzeitlich eingelagert und FAB96 im 2016 wieder in Betrieb genommen. |
| Volksrepublik China | - Civil Aviation University of China - Joy Air übernahm Anfang April 2017 die 23. Maschine des Typs. - Okay Airways - Sichuan Airlines - Wuhan Airlines hat den Betrieb der MA60 vermutlich eingestellt - Xi’an Aircraft - Yunnan Ying’An Airlines - Luftstreitkräfte der Volksrepublik China - Küstenwache seit Juni 2017 |
| Dschibuti           | Streitkräfte Dschibutis – ein Flugzeug seit 2014 |
| Eritrea             | Massawa Airways |
| Indonesien          | Merpati Nusantara Airlines |
| Republik Kongo      | Zwei Maschinen, Betreiber ist eine staatliche Firma, erste ausgeliefert 2006 |
| Kambodscha          | Königliche Streitkräfte Kambodschas und Cambodia Bayon Airlines |
| Kamerun             | Section Liaison Air Yaoundé (staatlich, flog gemäß Quellen auch für L' Armée de l’Air du Cameroun) und Camair-Co: Die staatliche Fluggesellschaft nahm 2016 die zwei 2013 produzierten TJ-QDA und TJ-QDB in Betrieb. Ein weiteres als Geschenk erhaltenes Flugzeug flog seit 2014 für die Luftwaffe. Der Transportminister von Kamerun nannte sich selber den „lebenden Beweis“ für die Sicherheit der Flugzeuge, da der Kauf verschiedentlich kritisiert wurde.                                                               |
| Laos                | - Laotische Streitkräfte - Lao Skyway, erste ausgeliefert 2006 |
| Myanmar             | Myanmar National Airlines |
| Nepal               | Nepal Airlines – ein Flugzeug geschenkt ab April 2014 im Einsatz, gesamthaft waren gemäß Abmachung von 2012 zwei Flugzeuge vorgesehen, ein Flugzeug aber im Jahr 2016 noch nicht in Betrieb. |
| Philippinen         | Zest Airways in den 2000er-Jahren |
| Sambia              | Zambian Defence Force – zwei Flugzeuge |
| Simbabwe            | - Air Zimbabwe – die drei Flugzeuge waren im Juli 2019 nicht in Betrieb. - Streitkräfte Simbabwes |
| Sri Lanka           | Streitkräfte Sri Lankas – zwei im 2011 geliefert und zwei Flugzeuge im 2016 im Einsatz. |
| Tadschikistan       | Tajik Air – Betrieb 2019 eingestellt |
| Tonga               | Real Tonga Airlines – ein der Regierung geschenktes Flugzeug, erster kommerzieller Flug am 10. August 2013. Flüge eingestellt am 8. Februar 2015 und ersetzt durch ATR-72, nachdem die neuseeländische Regierung vor Flügen warnte. Anfang September 2016 war noch von einem definitiven Grounding berichtet worden, ab September 2016 schien das Flugzeug geflogen zu sein, immer noch ohne internationale Zertifizierung (nur mit einem Air Operator Certificate vom August 2016 in Tonga). Im 2019 Flugbetrieb eingestellt. |

## Zwischenfälle
Mit diesem Flugzeug gab es wegen Problemen mit dem Fahrwerk mehrere Zwischenfälle; im Februar 2014 erhielten auf Antrag des Herstellers alle Flugzeuge in China ein Startverbot. In zwei Fällen versagten bei harten Landungen die hinteren Verbindungen von Tragflächen und Rumpf, sodass der dabei gebrochene Rumpf auf der Piste zu liegen kam.
- Am 11. Januar 2009 verunglückte eine MA60 der philippinischen Zest Airways (Luftfahrzeugkennzeichen RP-C8893) bei der Landung auf dem Flughafen Caticlan (Philippinen). Je drei Personen an Bord und am Boden wurden verletzt; die Maschine musste abgeschrieben werden. Das Flugzeug setzte beim zweiten Anflugversuch kurz vor der nur 840 Meter langen Landebahn auf, wobei das linke Hauptfahrwerk zusammenbrach, und kollidierte mit einer Betonmauer des Vorfelds.[38]

- Am 25. Juni 2009 verunglückte eine weitere MA60 der Zest Airways (RP-C8892) auf dem Flughafen Caticlan. Bei dem Unfall kam keiner der 55 Insassen zu Schaden. Als Unfallursache wurden unter anderem Unzulänglichkeiten des Flughafens benannt. Da die Maschine mit Rückenwind landete und einen vor der Landebahn liegenden Hügel überfliegen musste, setzte sie zu spät auf der Landebahn auf und rollte über deren Ende hinaus. Der Flughafen wurde daraufhin einer Revision unterzogen, der in Anflugrichtung stehende Hügel abgetragen und die Landebahn um 100 Meter verlängert. Seit diesem Unfall wird der Flugplatz nicht mehr von Zest Airways angeflogen.[39]

- Am 7. Mai 2011 stürzte eine Xi’an MA60 der indonesischen Merpati Nusantara Airlines (PK-MZK) beim Durchstarten 800 m vor dem Flughafen Kaimana in Westneuguinea ins Meer. Alle 19 Passagiere und 6 Besatzungsmitglieder an Bord kamen dabei ums Leben (siehe auch Merpati-Nusantara-Airlines-Flug 8968).[40]

- Am 10. Juni 2013 verunglückte eine Xi’an MA60 der Merpati Nusantara Airlines (PK-MZO) bei einer extrem harten Landung auf dem Flughafen Kupang im Westen der Insel Timor. Dabei wurden fünf Personen schwer verletzt.[41]

- Ebenfalls am 10. Juni 2013 verunglückte eine Maschine der Myanmar Airways (XY-AIP) auf dem Flughafen Kawthaung in Myanmar, als sie wegen eines Hydraulikausfalls von der Landebahn abkam. Alle 64 Personen an Bord blieben unverletzt.[42]

- Am 4. Februar 2014 versagte das Bugfahrwerk einer MA60 der chinesischen Joy Air (B-3455) bei der Landung in Zhengzhou. Es gab keine Verletzten unter den 44 Insassen, und die Maschine wurde später repariert und wieder in Dienst gestellt.[43]

- Am 10. Mai 2015 verunglückte eine 2011 gebaute MA60 der Joy Air (B-3455) auf dem Flughafen Fuzhou in der Volksrepublik China, als sie die Landebahn verließ. Die Tragflächen klappten dabei nach vorn ab, so dass die Triebwerke den Boden trafen. Drei Passagiere erlitten leichte Verletzungen. Dies war der vierzehnte Unfall einer MA60 überhaupt und gleichzeitig der fünfte Totalverlust.[44]

## Technische Daten
| Kenngröße             | Daten                                                               |
| --------------------- | ------------------------------------------------------------------- |
| Besatzung             | 2                                                                   |
| Passagiere            | 60                                                                  |
| Länge                 | 24,31 m                                                             |
| Spannweite            | 29,20 m                                                             |
| Höhe                  | 8,89 m                                                              |
| Streckung             | 11,4                                                                |
| Flügelfläche          | 75 m²                                                               |
| Leermasse             | 14.030 kg                                                           |
| Startmasse            | 21.800 kg                                                           |
| Höchstgeschwindigkeit | 514 km/h                                                            |
| Dienstgipfelhöhe      | 7622 m                                                              |
| Reichweite            | 1430 km                                                             |
| Triebwerke            | zwei Propellerturbinen Pratt & Whitney Canada PW127J mit je 2148 kW |

## Vergleichbare Typen
- Shanghai Y-10
- ATR 72
- De Havilland DHC-8